# Bruderheim

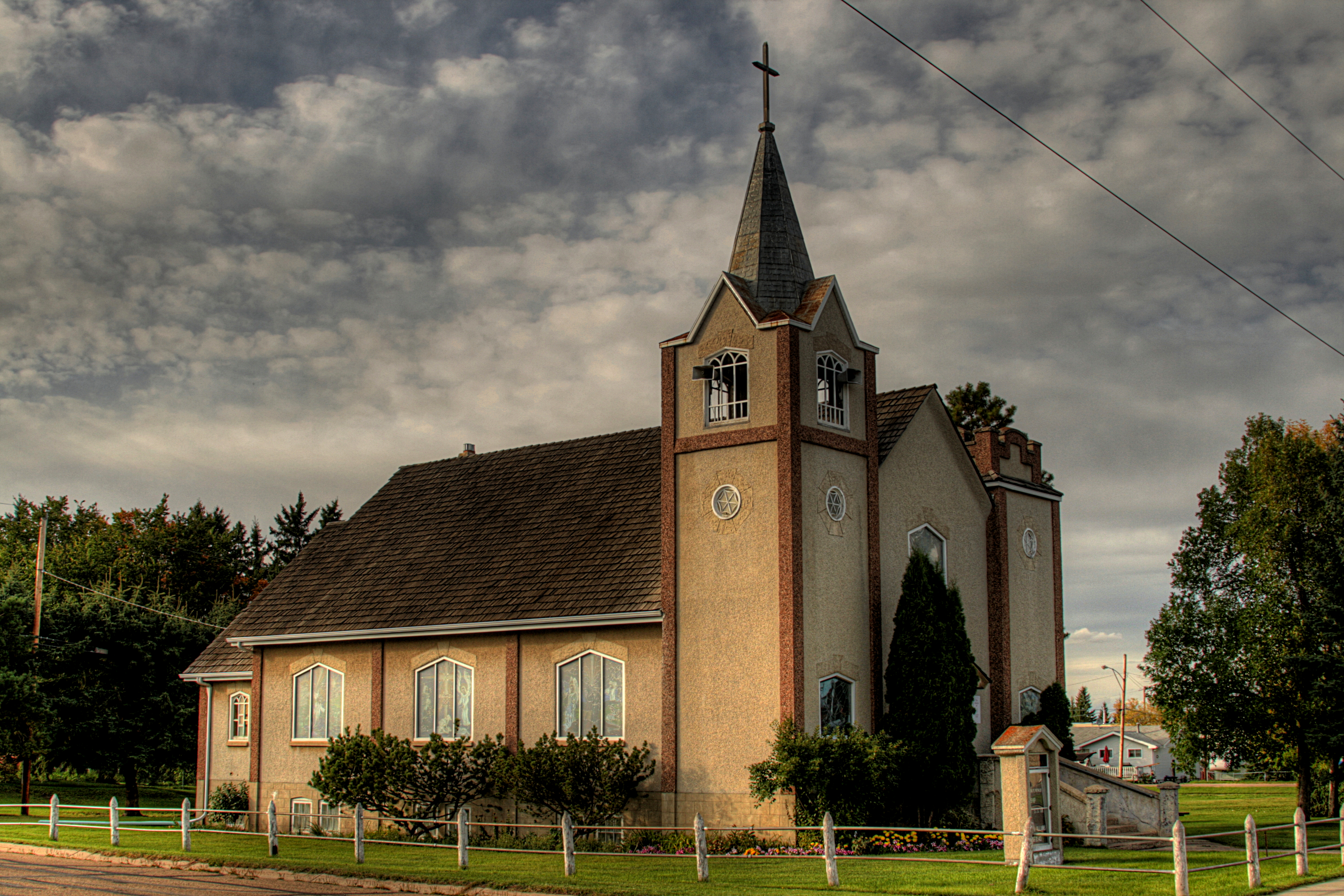
Kerk

Bruderheim is een plaats (town) in de Canadese provincie Alberta en telt 1215 inwoners (2006).